# Trojúhelník (šachy)
Trojúhelník je šachový manévr, pomocí něhož lze dostat soupeře do nevýhody tahu. Trojúhelník lze nejčastěji užít v pěšcových koncovkách, kdy zbývá na šachovnici pouze dvojice králů a přidružení pěšci. Pokud jeden král může provést trojúhelníkový manévr přes trojici sousedících polí, přičemž se tímto způsobem dostane do původního postavení, zatímco druhý král má k dispozici pouze dvě taková pole, dochází k rozhodující ztrátě tempa, kdy je dosaženo počáteční pozice, ale na tahu je druhý hráč. Tuto metodu lze aplikovat i v jiných typech šachových koncovek, dokonce i ve střední hře.

## Příklady

### Pěšcové koncovky
|   | a | b | c | d | e | f | g | h |   |
| 8 | b7 černý pěšec · d7 černý král · b6 bílý pěšec · c6 černý kroužek · c5 bílý pěšec · d5 bílý král · e5 bílý kroužek · d4 bílý kroužek | b7 černý pěšec · d7 černý král · b6 bílý pěšec · c6 černý kroužek · c5 bílý pěšec · d5 bílý král · e5 bílý kroužek · d4 bílý kroužek | b7 černý pěšec · d7 černý král · b6 bílý pěšec · c6 černý kroužek · c5 bílý pěšec · d5 bílý král · e5 bílý kroužek · d4 bílý kroužek | b7 černý pěšec · d7 černý král · b6 bílý pěšec · c6 černý kroužek · c5 bílý pěšec · d5 bílý král · e5 bílý kroužek · d4 bílý kroužek | b7 černý pěšec · d7 černý král · b6 bílý pěšec · c6 černý kroužek · c5 bílý pěšec · d5 bílý král · e5 bílý kroužek · d4 bílý kroužek | b7 černý pěšec · d7 černý král · b6 bílý pěšec · c6 černý kroužek · c5 bílý pěšec · d5 bílý král · e5 bílý kroužek · d4 bílý kroužek | b7 černý pěšec · d7 černý král · b6 bílý pěšec · c6 černý kroužek · c5 bílý pěšec · d5 bílý král · e5 bílý kroužek · d4 bílý kroužek | b7 černý pěšec · d7 černý král · b6 bílý pěšec · c6 černý kroužek · c5 bílý pěšec · d5 bílý král · e5 bílý kroužek · d4 bílý kroužek | 8 |
| 7 | b7 černý pěšec · d7 černý král · b6 bílý pěšec · c6 černý kroužek · c5 bílý pěšec · d5 bílý král · e5 bílý kroužek · d4 bílý kroužek | b7 černý pěšec · d7 černý král · b6 bílý pěšec · c6 černý kroužek · c5 bílý pěšec · d5 bílý král · e5 bílý kroužek · d4 bílý kroužek | b7 černý pěšec · d7 černý král · b6 bílý pěšec · c6 černý kroužek · c5 bílý pěšec · d5 bílý král · e5 bílý kroužek · d4 bílý kroužek | b7 černý pěšec · d7 černý král · b6 bílý pěšec · c6 černý kroužek · c5 bílý pěšec · d5 bílý král · e5 bílý kroužek · d4 bílý kroužek | b7 černý pěšec · d7 černý král · b6 bílý pěšec · c6 černý kroužek · c5 bílý pěšec · d5 bílý král · e5 bílý kroužek · d4 bílý kroužek | b7 černý pěšec · d7 černý král · b6 bílý pěšec · c6 černý kroužek · c5 bílý pěšec · d5 bílý král · e5 bílý kroužek · d4 bílý kroužek | b7 černý pěšec · d7 černý král · b6 bílý pěšec · c6 černý kroužek · c5 bílý pěšec · d5 bílý král · e5 bílý kroužek · d4 bílý kroužek | b7 černý pěšec · d7 černý král · b6 bílý pěšec · c6 černý kroužek · c5 bílý pěšec · d5 bílý král · e5 bílý kroužek · d4 bílý kroužek | 7 |
| 6 | b7 černý pěšec · d7 černý král · b6 bílý pěšec · c6 černý kroužek · c5 bílý pěšec · d5 bílý král · e5 bílý kroužek · d4 bílý kroužek | b7 černý pěšec · d7 černý král · b6 bílý pěšec · c6 černý kroužek · c5 bílý pěšec · d5 bílý král · e5 bílý kroužek · d4 bílý kroužek | b7 černý pěšec · d7 černý král · b6 bílý pěšec · c6 černý kroužek · c5 bílý pěšec · d5 bílý král · e5 bílý kroužek · d4 bílý kroužek | b7 černý pěšec · d7 černý král · b6 bílý pěšec · c6 černý kroužek · c5 bílý pěšec · d5 bílý král · e5 bílý kroužek · d4 bílý kroužek | b7 černý pěšec · d7 černý král · b6 bílý pěšec · c6 černý kroužek · c5 bílý pěšec · d5 bílý král · e5 bílý kroužek · d4 bílý kroužek | b7 černý pěšec · d7 černý král · b6 bílý pěšec · c6 černý kroužek · c5 bílý pěšec · d5 bílý král · e5 bílý kroužek · d4 bílý kroužek | b7 černý pěšec · d7 černý král · b6 bílý pěšec · c6 černý kroužek · c5 bílý pěšec · d5 bílý král · e5 bílý kroužek · d4 bílý kroužek | b7 černý pěšec · d7 černý král · b6 bílý pěšec · c6 černý kroužek · c5 bílý pěšec · d5 bílý král · e5 bílý kroužek · d4 bílý kroužek | 6 |
| 5 | b7 černý pěšec · d7 černý král · b6 bílý pěšec · c6 černý kroužek · c5 bílý pěšec · d5 bílý král · e5 bílý kroužek · d4 bílý kroužek | b7 černý pěšec · d7 černý král · b6 bílý pěšec · c6 černý kroužek · c5 bílý pěšec · d5 bílý král · e5 bílý kroužek · d4 bílý kroužek | b7 černý pěšec · d7 černý král · b6 bílý pěšec · c6 černý kroužek · c5 bílý pěšec · d5 bílý král · e5 bílý kroužek · d4 bílý kroužek | b7 černý pěšec · d7 černý král · b6 bílý pěšec · c6 černý kroužek · c5 bílý pěšec · d5 bílý král · e5 bílý kroužek · d4 bílý kroužek | b7 černý pěšec · d7 černý král · b6 bílý pěšec · c6 černý kroužek · c5 bílý pěšec · d5 bílý král · e5 bílý kroužek · d4 bílý kroužek | b7 černý pěšec · d7 černý král · b6 bílý pěšec · c6 černý kroužek · c5 bílý pěšec · d5 bílý král · e5 bílý kroužek · d4 bílý kroužek | b7 černý pěšec · d7 černý král · b6 bílý pěšec · c6 černý kroužek · c5 bílý pěšec · d5 bílý král · e5 bílý kroužek · d4 bílý kroužek | b7 černý pěšec · d7 černý král · b6 bílý pěšec · c6 černý kroužek · c5 bílý pěšec · d5 bílý král · e5 bílý kroužek · d4 bílý kroužek | 5 |
| 4 | b7 černý pěšec · d7 černý král · b6 bílý pěšec · c6 černý kroužek · c5 bílý pěšec · d5 bílý král · e5 bílý kroužek · d4 bílý kroužek | b7 černý pěšec · d7 černý král · b6 bílý pěšec · c6 černý kroužek · c5 bílý pěšec · d5 bílý král · e5 bílý kroužek · d4 bílý kroužek | b7 černý pěšec · d7 černý král · b6 bílý pěšec · c6 černý kroužek · c5 bílý pěšec · d5 bílý král · e5 bílý kroužek · d4 bílý kroužek | b7 černý pěšec · d7 černý král · b6 bílý pěšec · c6 černý kroužek · c5 bílý pěšec · d5 bílý král · e5 bílý kroužek · d4 bílý kroužek | b7 černý pěšec · d7 černý král · b6 bílý pěšec · c6 černý kroužek · c5 bílý pěšec · d5 bílý král · e5 bílý kroužek · d4 bílý kroužek | b7 černý pěšec · d7 černý král · b6 bílý pěšec · c6 černý kroužek · c5 bílý pěšec · d5 bílý král · e5 bílý kroužek · d4 bílý kroužek | b7 černý pěšec · d7 černý král · b6 bílý pěšec · c6 černý kroužek · c5 bílý pěšec · d5 bílý král · e5 bílý kroužek · d4 bílý kroužek | b7 černý pěšec · d7 černý král · b6 bílý pěšec · c6 černý kroužek · c5 bílý pěšec · d5 bílý král · e5 bílý kroužek · d4 bílý kroužek | 4 |
| 3 | b7 černý pěšec · d7 černý král · b6 bílý pěšec · c6 černý kroužek · c5 bílý pěšec · d5 bílý král · e5 bílý kroužek · d4 bílý kroužek | b7 černý pěšec · d7 černý král · b6 bílý pěšec · c6 černý kroužek · c5 bílý pěšec · d5 bílý král · e5 bílý kroužek · d4 bílý kroužek | b7 černý pěšec · d7 černý král · b6 bílý pěšec · c6 černý kroužek · c5 bílý pěšec · d5 bílý král · e5 bílý kroužek · d4 bílý kroužek | b7 černý pěšec · d7 černý král · b6 bílý pěšec · c6 černý kroužek · c5 bílý pěšec · d5 bílý král · e5 bílý kroužek · d4 bílý kroužek | b7 černý pěšec · d7 černý král · b6 bílý pěšec · c6 černý kroužek · c5 bílý pěšec · d5 bílý král · e5 bílý kroužek · d4 bílý kroužek | b7 černý pěšec · d7 černý král · b6 bílý pěšec · c6 černý kroužek · c5 bílý pěšec · d5 bílý král · e5 bílý kroužek · d4 bílý kroužek | b7 černý pěšec · d7 černý král · b6 bílý pěšec · c6 černý kroužek · c5 bílý pěšec · d5 bílý král · e5 bílý kroužek · d4 bílý kroužek | b7 černý pěšec · d7 černý král · b6 bílý pěšec · c6 černý kroužek · c5 bílý pěšec · d5 bílý král · e5 bílý kroužek · d4 bílý kroužek | 3 |
| 2 | b7 černý pěšec · d7 černý král · b6 bílý pěšec · c6 černý kroužek · c5 bílý pěšec · d5 bílý král · e5 bílý kroužek · d4 bílý kroužek | b7 černý pěšec · d7 černý král · b6 bílý pěšec · c6 černý kroužek · c5 bílý pěšec · d5 bílý král · e5 bílý kroužek · d4 bílý kroužek | b7 černý pěšec · d7 černý král · b6 bílý pěšec · c6 černý kroužek · c5 bílý pěšec · d5 bílý král · e5 bílý kroužek · d4 bílý kroužek | b7 černý pěšec · d7 černý král · b6 bílý pěšec · c6 černý kroužek · c5 bílý pěšec · d5 bílý král · e5 bílý kroužek · d4 bílý kroužek | b7 černý pěšec · d7 černý král · b6 bílý pěšec · c6 černý kroužek · c5 bílý pěšec · d5 bílý král · e5 bílý kroužek · d4 bílý kroužek | b7 černý pěšec · d7 černý král · b6 bílý pěšec · c6 černý kroužek · c5 bílý pěšec · d5 bílý král · e5 bílý kroužek · d4 bílý kroužek | b7 černý pěšec · d7 černý král · b6 bílý pěšec · c6 černý kroužek · c5 bílý pěšec · d5 bílý král · e5 bílý kroužek · d4 bílý kroužek | b7 černý pěšec · d7 černý král · b6 bílý pěšec · c6 černý kroužek · c5 bílý pěšec · d5 bílý král · e5 bílý kroužek · d4 bílý kroužek | 2 |
| 1 | b7 černý pěšec · d7 černý král · b6 bílý pěšec · c6 černý kroužek · c5 bílý pěšec · d5 bílý král · e5 bílý kroužek · d4 bílý kroužek | b7 černý pěšec · d7 černý král · b6 bílý pěšec · c6 černý kroužek · c5 bílý pěšec · d5 bílý král · e5 bílý kroužek · d4 bílý kroužek | b7 černý pěšec · d7 černý král · b6 bílý pěšec · c6 černý kroužek · c5 bílý pěšec · d5 bílý král · e5 bílý kroužek · d4 bílý kroužek | b7 černý pěšec · d7 černý král · b6 bílý pěšec · c6 černý kroužek · c5 bílý pěšec · d5 bílý král · e5 bílý kroužek · d4 bílý kroužek | b7 černý pěšec · d7 černý král · b6 bílý pěšec · c6 černý kroužek · c5 bílý pěšec · d5 bílý král · e5 bílý kroužek · d4 bílý kroužek | b7 černý pěšec · d7 černý král · b6 bílý pěšec · c6 černý kroužek · c5 bílý pěšec · d5 bílý král · e5 bílý kroužek · d4 bílý kroužek | b7 černý pěšec · d7 černý král · b6 bílý pěšec · c6 černý kroužek · c5 bílý pěšec · d5 bílý král · e5 bílý kroužek · d4 bílý kroužek | b7 černý pěšec · d7 černý král · b6 bílý pěšec · c6 černý kroužek · c5 bílý pěšec · d5 bílý král · e5 bílý kroužek · d4 bílý kroužek | 1 |
|   | a | b | c | d | e | f | g | h |   |

|   | a | b | c | d | e | f | g | h |   |
| 8 | e5 černý kroužek · f5 černý kroužek · e4 černý král · h4 černý pěšec · f3 černý pěšec · h3 bílý pěšec · f1 bílý král · g1 bílý kroužek | e5 černý kroužek · f5 černý kroužek · e4 černý král · h4 černý pěšec · f3 černý pěšec · h3 bílý pěšec · f1 bílý král · g1 bílý kroužek | e5 černý kroužek · f5 černý kroužek · e4 černý král · h4 černý pěšec · f3 černý pěšec · h3 bílý pěšec · f1 bílý král · g1 bílý kroužek | e5 černý kroužek · f5 černý kroužek · e4 černý král · h4 černý pěšec · f3 černý pěšec · h3 bílý pěšec · f1 bílý král · g1 bílý kroužek | e5 černý kroužek · f5 černý kroužek · e4 černý král · h4 černý pěšec · f3 černý pěšec · h3 bílý pěšec · f1 bílý král · g1 bílý kroužek | e5 černý kroužek · f5 černý kroužek · e4 černý král · h4 černý pěšec · f3 černý pěšec · h3 bílý pěšec · f1 bílý král · g1 bílý kroužek | e5 černý kroužek · f5 černý kroužek · e4 černý král · h4 černý pěšec · f3 černý pěšec · h3 bílý pěšec · f1 bílý král · g1 bílý kroužek | e5 černý kroužek · f5 černý kroužek · e4 černý král · h4 černý pěšec · f3 černý pěšec · h3 bílý pěšec · f1 bílý král · g1 bílý kroužek | 8 |
| 7 | e5 černý kroužek · f5 černý kroužek · e4 černý král · h4 černý pěšec · f3 černý pěšec · h3 bílý pěšec · f1 bílý král · g1 bílý kroužek | e5 černý kroužek · f5 černý kroužek · e4 černý král · h4 černý pěšec · f3 černý pěšec · h3 bílý pěšec · f1 bílý král · g1 bílý kroužek | e5 černý kroužek · f5 černý kroužek · e4 černý král · h4 černý pěšec · f3 černý pěšec · h3 bílý pěšec · f1 bílý král · g1 bílý kroužek | e5 černý kroužek · f5 černý kroužek · e4 černý král · h4 černý pěšec · f3 černý pěšec · h3 bílý pěšec · f1 bílý král · g1 bílý kroužek | e5 černý kroužek · f5 černý kroužek · e4 černý král · h4 černý pěšec · f3 černý pěšec · h3 bílý pěšec · f1 bílý král · g1 bílý kroužek | e5 černý kroužek · f5 černý kroužek · e4 černý král · h4 černý pěšec · f3 černý pěšec · h3 bílý pěšec · f1 bílý král · g1 bílý kroužek | e5 černý kroužek · f5 černý kroužek · e4 černý král · h4 černý pěšec · f3 černý pěšec · h3 bílý pěšec · f1 bílý král · g1 bílý kroužek | e5 černý kroužek · f5 černý kroužek · e4 černý král · h4 černý pěšec · f3 černý pěšec · h3 bílý pěšec · f1 bílý král · g1 bílý kroužek | 7 |
| 6 | e5 černý kroužek · f5 černý kroužek · e4 černý král · h4 černý pěšec · f3 černý pěšec · h3 bílý pěšec · f1 bílý král · g1 bílý kroužek | e5 černý kroužek · f5 černý kroužek · e4 černý král · h4 černý pěšec · f3 černý pěšec · h3 bílý pěšec · f1 bílý král · g1 bílý kroužek | e5 černý kroužek · f5 černý kroužek · e4 černý král · h4 černý pěšec · f3 černý pěšec · h3 bílý pěšec · f1 bílý král · g1 bílý kroužek | e5 černý kroužek · f5 černý kroužek · e4 černý král · h4 černý pěšec · f3 černý pěšec · h3 bílý pěšec · f1 bílý král · g1 bílý kroužek | e5 černý kroužek · f5 černý kroužek · e4 černý král · h4 černý pěšec · f3 černý pěšec · h3 bílý pěšec · f1 bílý král · g1 bílý kroužek | e5 černý kroužek · f5 černý kroužek · e4 černý král · h4 černý pěšec · f3 černý pěšec · h3 bílý pěšec · f1 bílý král · g1 bílý kroužek | e5 černý kroužek · f5 černý kroužek · e4 černý král · h4 černý pěšec · f3 černý pěšec · h3 bílý pěšec · f1 bílý král · g1 bílý kroužek | e5 černý kroužek · f5 černý kroužek · e4 černý král · h4 černý pěšec · f3 černý pěšec · h3 bílý pěšec · f1 bílý král · g1 bílý kroužek | 6 |
| 5 | e5 černý kroužek · f5 černý kroužek · e4 černý král · h4 černý pěšec · f3 černý pěšec · h3 bílý pěšec · f1 bílý král · g1 bílý kroužek | e5 černý kroužek · f5 černý kroužek · e4 černý král · h4 černý pěšec · f3 černý pěšec · h3 bílý pěšec · f1 bílý král · g1 bílý kroužek | e5 černý kroužek · f5 černý kroužek · e4 černý král · h4 černý pěšec · f3 černý pěšec · h3 bílý pěšec · f1 bílý král · g1 bílý kroužek | e5 černý kroužek · f5 černý kroužek · e4 černý král · h4 černý pěšec · f3 černý pěšec · h3 bílý pěšec · f1 bílý král · g1 bílý kroužek | e5 černý kroužek · f5 černý kroužek · e4 černý král · h4 černý pěšec · f3 černý pěšec · h3 bílý pěšec · f1 bílý král · g1 bílý kroužek | e5 černý kroužek · f5 černý kroužek · e4 černý král · h4 černý pěšec · f3 černý pěšec · h3 bílý pěšec · f1 bílý král · g1 bílý kroužek | e5 černý kroužek · f5 černý kroužek · e4 černý král · h4 černý pěšec · f3 černý pěšec · h3 bílý pěšec · f1 bílý král · g1 bílý kroužek | e5 černý kroužek · f5 černý kroužek · e4 černý král · h4 černý pěšec · f3 černý pěšec · h3 bílý pěšec · f1 bílý král · g1 bílý kroužek | 5 |
| 4 | e5 černý kroužek · f5 černý kroužek · e4 černý král · h4 černý pěšec · f3 černý pěšec · h3 bílý pěšec · f1 bílý král · g1 bílý kroužek | e5 černý kroužek · f5 černý kroužek · e4 černý král · h4 černý pěšec · f3 černý pěšec · h3 bílý pěšec · f1 bílý král · g1 bílý kroužek | e5 černý kroužek · f5 černý kroužek · e4 černý král · h4 černý pěšec · f3 černý pěšec · h3 bílý pěšec · f1 bílý král · g1 bílý kroužek | e5 černý kroužek · f5 černý kroužek · e4 černý král · h4 černý pěšec · f3 černý pěšec · h3 bílý pěšec · f1 bílý král · g1 bílý kroužek | e5 černý kroužek · f5 černý kroužek · e4 černý král · h4 černý pěšec · f3 černý pěšec · h3 bílý pěšec · f1 bílý král · g1 bílý kroužek | e5 černý kroužek · f5 černý kroužek · e4 černý král · h4 černý pěšec · f3 černý pěšec · h3 bílý pěšec · f1 bílý král · g1 bílý kroužek | e5 černý kroužek · f5 černý kroužek · e4 černý král · h4 černý pěšec · f3 černý pěšec · h3 bílý pěšec · f1 bílý král · g1 bílý kroužek | e5 černý kroužek · f5 černý kroužek · e4 černý král · h4 černý pěšec · f3 černý pěšec · h3 bílý pěšec · f1 bílý král · g1 bílý kroužek | 4 |
| 3 | e5 černý kroužek · f5 černý kroužek · e4 černý král · h4 černý pěšec · f3 černý pěšec · h3 bílý pěšec · f1 bílý král · g1 bílý kroužek | e5 černý kroužek · f5 černý kroužek · e4 černý král · h4 černý pěšec · f3 černý pěšec · h3 bílý pěšec · f1 bílý král · g1 bílý kroužek | e5 černý kroužek · f5 černý kroužek · e4 černý král · h4 černý pěšec · f3 černý pěšec · h3 bílý pěšec · f1 bílý král · g1 bílý kroužek | e5 černý kroužek · f5 černý kroužek · e4 černý král · h4 černý pěšec · f3 černý pěšec · h3 bílý pěšec · f1 bílý král · g1 bílý kroužek | e5 černý kroužek · f5 černý kroužek · e4 černý král · h4 černý pěšec · f3 černý pěšec · h3 bílý pěšec · f1 bílý král · g1 bílý kroužek | e5 černý kroužek · f5 černý kroužek · e4 černý král · h4 černý pěšec · f3 černý pěšec · h3 bílý pěšec · f1 bílý král · g1 bílý kroužek | e5 černý kroužek · f5 černý kroužek · e4 černý král · h4 černý pěšec · f3 černý pěšec · h3 bílý pěšec · f1 bílý král · g1 bílý kroužek | e5 černý kroužek · f5 černý kroužek · e4 černý král · h4 černý pěšec · f3 černý pěšec · h3 bílý pěšec · f1 bílý král · g1 bílý kroužek | 3 |
| 2 | e5 černý kroužek · f5 černý kroužek · e4 černý král · h4 černý pěšec · f3 černý pěšec · h3 bílý pěšec · f1 bílý král · g1 bílý kroužek | e5 černý kroužek · f5 černý kroužek · e4 černý král · h4 černý pěšec · f3 černý pěšec · h3 bílý pěšec · f1 bílý král · g1 bílý kroužek | e5 černý kroužek · f5 černý kroužek · e4 černý král · h4 černý pěšec · f3 černý pěšec · h3 bílý pěšec · f1 bílý král · g1 bílý kroužek | e5 černý kroužek · f5 černý kroužek · e4 černý král · h4 černý pěšec · f3 černý pěšec · h3 bílý pěšec · f1 bílý král · g1 bílý kroužek | e5 černý kroužek · f5 černý kroužek · e4 černý král · h4 černý pěšec · f3 černý pěšec · h3 bílý pěšec · f1 bílý král · g1 bílý kroužek | e5 černý kroužek · f5 černý kroužek · e4 černý král · h4 černý pěšec · f3 černý pěšec · h3 bílý pěšec · f1 bílý král · g1 bílý kroužek | e5 černý kroužek · f5 černý kroužek · e4 černý král · h4 černý pěšec · f3 černý pěšec · h3 bílý pěšec · f1 bílý král · g1 bílý kroužek | e5 černý kroužek · f5 černý kroužek · e4 černý král · h4 černý pěšec · f3 černý pěšec · h3 bílý pěšec · f1 bílý král · g1 bílý kroužek | 2 |
| 1 | e5 černý kroužek · f5 černý kroužek · e4 černý král · h4 černý pěšec · f3 černý pěšec · h3 bílý pěšec · f1 bílý král · g1 bílý kroužek | e5 černý kroužek · f5 černý kroužek · e4 černý král · h4 černý pěšec · f3 černý pěšec · h3 bílý pěšec · f1 bílý král · g1 bílý kroužek | e5 černý kroužek · f5 černý kroužek · e4 černý král · h4 černý pěšec · f3 černý pěšec · h3 bílý pěšec · f1 bílý král · g1 bílý kroužek | e5 černý kroužek · f5 černý kroužek · e4 černý král · h4 černý pěšec · f3 černý pěšec · h3 bílý pěšec · f1 bílý král · g1 bílý kroužek | e5 černý kroužek · f5 černý kroužek · e4 černý král · h4 černý pěšec · f3 černý pěšec · h3 bílý pěšec · f1 bílý král · g1 bílý kroužek | e5 černý kroužek · f5 černý kroužek · e4 černý král · h4 černý pěšec · f3 černý pěšec · h3 bílý pěšec · f1 bílý král · g1 bílý kroužek | e5 černý kroužek · f5 černý kroužek · e4 černý král · h4 černý pěšec · f3 černý pěšec · h3 bílý pěšec · f1 bílý král · g1 bílý kroužek | e5 černý kroužek · f5 černý kroužek · e4 černý král · h4 černý pěšec · f3 černý pěšec · h3 bílý pěšec · f1 bílý král · g1 bílý kroužek | 1 |
|   | a | b | c | d | e | f | g | h |   |

Na prvním diagramu je na tahu bílý, jenž má o pěšce více. Černý král na d7 zatím drží opozici a tak brání postupu bílého krále kupředu. Souběžně však také musí zůstat v blízkosti pole d7, aby zabránil postupu bílého c-pěšce, a zároveň se nemůže nechat zatlačit na okraj desky. Toho bílý využije k rozhodujícímu manévru:
1. Ke5! (1. c6+?? Kc8= remízuje. Naopak prohrává 1… bxc6+ 2. Kc5 1-0)
1… Kc6 (1… Ke7 2. c6 1-0, bílý prosadí b-pěšce)
2. Kd4 Kd7
3. Kd5
Vzniká totožná pozice, kdy však stojí v opozici bílý a černý je nyní v nevýhodě tahu a musí králem ustoupit, čímž bílý při přesné hře prosadí pěšce a zvítězí. Například:
3… Kc8
4. Ke6! Kd8
5. Kd6 Kc8
6. Ke7 Kb8
7. Kd7 Ka8
8. c6 1-0
Druhý diagram je závěr partie z roku 1978 mezi Lvem Alburtem a budoucím mistrem světa v šachu Garri Kasparovem. Černý (Kasparov) na tahu zvítězil pomocí trojúhelníkového manévru:
55… Kf5!
56. Kg1 Ke5
a Alburt se v této pozici vzdal, protože po 57. Kf1 Ke4! 58. Kf2 Kf4 59. Kf1 Kg3 0-1 černý získává bílého pěšce a vítězí.

### V jiných typech koncovek
|   | a | b | c | d | e | f | g | h |   |
| 8 | c5 černý pěšec · f5 černý věž · h5 černý pěšec · c4 bílý pěšec · h4 bílý věž · c3 černý kroužek · d3 černý král · f3 černý pěšec · h3 bílý pěšec · d2 černý kroužek · f2 bílý král | c5 černý pěšec · f5 černý věž · h5 černý pěšec · c4 bílý pěšec · h4 bílý věž · c3 černý kroužek · d3 černý král · f3 černý pěšec · h3 bílý pěšec · d2 černý kroužek · f2 bílý král | c5 černý pěšec · f5 černý věž · h5 černý pěšec · c4 bílý pěšec · h4 bílý věž · c3 černý kroužek · d3 černý král · f3 černý pěšec · h3 bílý pěšec · d2 černý kroužek · f2 bílý král | c5 černý pěšec · f5 černý věž · h5 černý pěšec · c4 bílý pěšec · h4 bílý věž · c3 černý kroužek · d3 černý král · f3 černý pěšec · h3 bílý pěšec · d2 černý kroužek · f2 bílý král | c5 černý pěšec · f5 černý věž · h5 černý pěšec · c4 bílý pěšec · h4 bílý věž · c3 černý kroužek · d3 černý král · f3 černý pěšec · h3 bílý pěšec · d2 černý kroužek · f2 bílý král | c5 černý pěšec · f5 černý věž · h5 černý pěšec · c4 bílý pěšec · h4 bílý věž · c3 černý kroužek · d3 černý král · f3 černý pěšec · h3 bílý pěšec · d2 černý kroužek · f2 bílý král | c5 černý pěšec · f5 černý věž · h5 černý pěšec · c4 bílý pěšec · h4 bílý věž · c3 černý kroužek · d3 černý král · f3 černý pěšec · h3 bílý pěšec · d2 černý kroužek · f2 bílý král | c5 černý pěšec · f5 černý věž · h5 černý pěšec · c4 bílý pěšec · h4 bílý věž · c3 černý kroužek · d3 černý král · f3 černý pěšec · h3 bílý pěšec · d2 černý kroužek · f2 bílý král | 8 |
| 7 | c5 černý pěšec · f5 černý věž · h5 černý pěšec · c4 bílý pěšec · h4 bílý věž · c3 černý kroužek · d3 černý král · f3 černý pěšec · h3 bílý pěšec · d2 černý kroužek · f2 bílý král | c5 černý pěšec · f5 černý věž · h5 černý pěšec · c4 bílý pěšec · h4 bílý věž · c3 černý kroužek · d3 černý král · f3 černý pěšec · h3 bílý pěšec · d2 černý kroužek · f2 bílý král | c5 černý pěšec · f5 černý věž · h5 černý pěšec · c4 bílý pěšec · h4 bílý věž · c3 černý kroužek · d3 černý král · f3 černý pěšec · h3 bílý pěšec · d2 černý kroužek · f2 bílý král | c5 černý pěšec · f5 černý věž · h5 černý pěšec · c4 bílý pěšec · h4 bílý věž · c3 černý kroužek · d3 černý král · f3 černý pěšec · h3 bílý pěšec · d2 černý kroužek · f2 bílý král | c5 černý pěšec · f5 černý věž · h5 černý pěšec · c4 bílý pěšec · h4 bílý věž · c3 černý kroužek · d3 černý král · f3 černý pěšec · h3 bílý pěšec · d2 černý kroužek · f2 bílý král | c5 černý pěšec · f5 černý věž · h5 černý pěšec · c4 bílý pěšec · h4 bílý věž · c3 černý kroužek · d3 černý král · f3 černý pěšec · h3 bílý pěšec · d2 černý kroužek · f2 bílý král | c5 černý pěšec · f5 černý věž · h5 černý pěšec · c4 bílý pěšec · h4 bílý věž · c3 černý kroužek · d3 černý král · f3 černý pěšec · h3 bílý pěšec · d2 černý kroužek · f2 bílý král | c5 černý pěšec · f5 černý věž · h5 černý pěšec · c4 bílý pěšec · h4 bílý věž · c3 černý kroužek · d3 černý král · f3 černý pěšec · h3 bílý pěšec · d2 černý kroužek · f2 bílý král | 7 |
| 6 | c5 černý pěšec · f5 černý věž · h5 černý pěšec · c4 bílý pěšec · h4 bílý věž · c3 černý kroužek · d3 černý král · f3 černý pěšec · h3 bílý pěšec · d2 černý kroužek · f2 bílý král | c5 černý pěšec · f5 černý věž · h5 černý pěšec · c4 bílý pěšec · h4 bílý věž · c3 černý kroužek · d3 černý král · f3 černý pěšec · h3 bílý pěšec · d2 černý kroužek · f2 bílý král | c5 černý pěšec · f5 černý věž · h5 černý pěšec · c4 bílý pěšec · h4 bílý věž · c3 černý kroužek · d3 černý král · f3 černý pěšec · h3 bílý pěšec · d2 černý kroužek · f2 bílý král | c5 černý pěšec · f5 černý věž · h5 černý pěšec · c4 bílý pěšec · h4 bílý věž · c3 černý kroužek · d3 černý král · f3 černý pěšec · h3 bílý pěšec · d2 černý kroužek · f2 bílý král | c5 černý pěšec · f5 černý věž · h5 černý pěšec · c4 bílý pěšec · h4 bílý věž · c3 černý kroužek · d3 černý král · f3 černý pěšec · h3 bílý pěšec · d2 černý kroužek · f2 bílý král | c5 černý pěšec · f5 černý věž · h5 černý pěšec · c4 bílý pěšec · h4 bílý věž · c3 černý kroužek · d3 černý král · f3 černý pěšec · h3 bílý pěšec · d2 černý kroužek · f2 bílý král | c5 černý pěšec · f5 černý věž · h5 černý pěšec · c4 bílý pěšec · h4 bílý věž · c3 černý kroužek · d3 černý král · f3 černý pěšec · h3 bílý pěšec · d2 černý kroužek · f2 bílý král | c5 černý pěšec · f5 černý věž · h5 černý pěšec · c4 bílý pěšec · h4 bílý věž · c3 černý kroužek · d3 černý král · f3 černý pěšec · h3 bílý pěšec · d2 černý kroužek · f2 bílý král | 6 |
| 5 | c5 černý pěšec · f5 černý věž · h5 černý pěšec · c4 bílý pěšec · h4 bílý věž · c3 černý kroužek · d3 černý král · f3 černý pěšec · h3 bílý pěšec · d2 černý kroužek · f2 bílý král | c5 černý pěšec · f5 černý věž · h5 černý pěšec · c4 bílý pěšec · h4 bílý věž · c3 černý kroužek · d3 černý král · f3 černý pěšec · h3 bílý pěšec · d2 černý kroužek · f2 bílý král | c5 černý pěšec · f5 černý věž · h5 černý pěšec · c4 bílý pěšec · h4 bílý věž · c3 černý kroužek · d3 černý král · f3 černý pěšec · h3 bílý pěšec · d2 černý kroužek · f2 bílý král | c5 černý pěšec · f5 černý věž · h5 černý pěšec · c4 bílý pěšec · h4 bílý věž · c3 černý kroužek · d3 černý král · f3 černý pěšec · h3 bílý pěšec · d2 černý kroužek · f2 bílý král | c5 černý pěšec · f5 černý věž · h5 černý pěšec · c4 bílý pěšec · h4 bílý věž · c3 černý kroužek · d3 černý král · f3 černý pěšec · h3 bílý pěšec · d2 černý kroužek · f2 bílý král | c5 černý pěšec · f5 černý věž · h5 černý pěšec · c4 bílý pěšec · h4 bílý věž · c3 černý kroužek · d3 černý král · f3 černý pěšec · h3 bílý pěšec · d2 černý kroužek · f2 bílý král | c5 černý pěšec · f5 černý věž · h5 černý pěšec · c4 bílý pěšec · h4 bílý věž · c3 černý kroužek · d3 černý král · f3 černý pěšec · h3 bílý pěšec · d2 černý kroužek · f2 bílý král | c5 černý pěšec · f5 černý věž · h5 černý pěšec · c4 bílý pěšec · h4 bílý věž · c3 černý kroužek · d3 černý král · f3 černý pěšec · h3 bílý pěšec · d2 černý kroužek · f2 bílý král | 5 |
| 4 | c5 černý pěšec · f5 černý věž · h5 černý pěšec · c4 bílý pěšec · h4 bílý věž · c3 černý kroužek · d3 černý král · f3 černý pěšec · h3 bílý pěšec · d2 černý kroužek · f2 bílý král | c5 černý pěšec · f5 černý věž · h5 černý pěšec · c4 bílý pěšec · h4 bílý věž · c3 černý kroužek · d3 černý král · f3 černý pěšec · h3 bílý pěšec · d2 černý kroužek · f2 bílý král | c5 černý pěšec · f5 černý věž · h5 černý pěšec · c4 bílý pěšec · h4 bílý věž · c3 černý kroužek · d3 černý král · f3 černý pěšec · h3 bílý pěšec · d2 černý kroužek · f2 bílý král | c5 černý pěšec · f5 černý věž · h5 černý pěšec · c4 bílý pěšec · h4 bílý věž · c3 černý kroužek · d3 černý král · f3 černý pěšec · h3 bílý pěšec · d2 černý kroužek · f2 bílý král | c5 černý pěšec · f5 černý věž · h5 černý pěšec · c4 bílý pěšec · h4 bílý věž · c3 černý kroužek · d3 černý král · f3 černý pěšec · h3 bílý pěšec · d2 černý kroužek · f2 bílý král | c5 černý pěšec · f5 černý věž · h5 černý pěšec · c4 bílý pěšec · h4 bílý věž · c3 černý kroužek · d3 černý král · f3 černý pěšec · h3 bílý pěšec · d2 černý kroužek · f2 bílý král | c5 černý pěšec · f5 černý věž · h5 černý pěšec · c4 bílý pěšec · h4 bílý věž · c3 černý kroužek · d3 černý král · f3 černý pěšec · h3 bílý pěšec · d2 černý kroužek · f2 bílý král | c5 černý pěšec · f5 černý věž · h5 černý pěšec · c4 bílý pěšec · h4 bílý věž · c3 černý kroužek · d3 černý král · f3 černý pěšec · h3 bílý pěšec · d2 černý kroužek · f2 bílý král | 4 |
| 3 | c5 černý pěšec · f5 černý věž · h5 černý pěšec · c4 bílý pěšec · h4 bílý věž · c3 černý kroužek · d3 černý král · f3 černý pěšec · h3 bílý pěšec · d2 černý kroužek · f2 bílý král | c5 černý pěšec · f5 černý věž · h5 černý pěšec · c4 bílý pěšec · h4 bílý věž · c3 černý kroužek · d3 černý král · f3 černý pěšec · h3 bílý pěšec · d2 černý kroužek · f2 bílý král | c5 černý pěšec · f5 černý věž · h5 černý pěšec · c4 bílý pěšec · h4 bílý věž · c3 černý kroužek · d3 černý král · f3 černý pěšec · h3 bílý pěšec · d2 černý kroužek · f2 bílý král | c5 černý pěšec · f5 černý věž · h5 černý pěšec · c4 bílý pěšec · h4 bílý věž · c3 černý kroužek · d3 černý král · f3 černý pěšec · h3 bílý pěšec · d2 černý kroužek · f2 bílý král | c5 černý pěšec · f5 černý věž · h5 černý pěšec · c4 bílý pěšec · h4 bílý věž · c3 černý kroužek · d3 černý král · f3 černý pěšec · h3 bílý pěšec · d2 černý kroužek · f2 bílý král | c5 černý pěšec · f5 černý věž · h5 černý pěšec · c4 bílý pěšec · h4 bílý věž · c3 černý kroužek · d3 černý král · f3 černý pěšec · h3 bílý pěšec · d2 černý kroužek · f2 bílý král | c5 černý pěšec · f5 černý věž · h5 černý pěšec · c4 bílý pěšec · h4 bílý věž · c3 černý kroužek · d3 černý král · f3 černý pěšec · h3 bílý pěšec · d2 černý kroužek · f2 bílý král | c5 černý pěšec · f5 černý věž · h5 černý pěšec · c4 bílý pěšec · h4 bílý věž · c3 černý kroužek · d3 černý král · f3 černý pěšec · h3 bílý pěšec · d2 černý kroužek · f2 bílý král | 3 |
| 2 | c5 černý pěšec · f5 černý věž · h5 černý pěšec · c4 bílý pěšec · h4 bílý věž · c3 černý kroužek · d3 černý král · f3 černý pěšec · h3 bílý pěšec · d2 černý kroužek · f2 bílý král | c5 černý pěšec · f5 černý věž · h5 černý pěšec · c4 bílý pěšec · h4 bílý věž · c3 černý kroužek · d3 černý král · f3 černý pěšec · h3 bílý pěšec · d2 černý kroužek · f2 bílý král | c5 černý pěšec · f5 černý věž · h5 černý pěšec · c4 bílý pěšec · h4 bílý věž · c3 černý kroužek · d3 černý král · f3 černý pěšec · h3 bílý pěšec · d2 černý kroužek · f2 bílý král | c5 černý pěšec · f5 černý věž · h5 černý pěšec · c4 bílý pěšec · h4 bílý věž · c3 černý kroužek · d3 černý král · f3 černý pěšec · h3 bílý pěšec · d2 černý kroužek · f2 bílý král | c5 černý pěšec · f5 černý věž · h5 černý pěšec · c4 bílý pěšec · h4 bílý věž · c3 černý kroužek · d3 černý král · f3 černý pěšec · h3 bílý pěšec · d2 černý kroužek · f2 bílý král | c5 černý pěšec · f5 černý věž · h5 černý pěšec · c4 bílý pěšec · h4 bílý věž · c3 černý kroužek · d3 černý král · f3 černý pěšec · h3 bílý pěšec · d2 černý kroužek · f2 bílý král | c5 černý pěšec · f5 černý věž · h5 černý pěšec · c4 bílý pěšec · h4 bílý věž · c3 černý kroužek · d3 černý král · f3 černý pěšec · h3 bílý pěšec · d2 černý kroužek · f2 bílý král | c5 černý pěšec · f5 černý věž · h5 černý pěšec · c4 bílý pěšec · h4 bílý věž · c3 černý kroužek · d3 černý král · f3 černý pěšec · h3 bílý pěšec · d2 černý kroužek · f2 bílý král | 2 |
| 1 | c5 černý pěšec · f5 černý věž · h5 černý pěšec · c4 bílý pěšec · h4 bílý věž · c3 černý kroužek · d3 černý král · f3 černý pěšec · h3 bílý pěšec · d2 černý kroužek · f2 bílý král | c5 černý pěšec · f5 černý věž · h5 černý pěšec · c4 bílý pěšec · h4 bílý věž · c3 černý kroužek · d3 černý král · f3 černý pěšec · h3 bílý pěšec · d2 černý kroužek · f2 bílý král | c5 černý pěšec · f5 černý věž · h5 černý pěšec · c4 bílý pěšec · h4 bílý věž · c3 černý kroužek · d3 černý král · f3 černý pěšec · h3 bílý pěšec · d2 černý kroužek · f2 bílý král | c5 černý pěšec · f5 černý věž · h5 černý pěšec · c4 bílý pěšec · h4 bílý věž · c3 černý kroužek · d3 černý král · f3 černý pěšec · h3 bílý pěšec · d2 černý kroužek · f2 bílý král | c5 černý pěšec · f5 černý věž · h5 černý pěšec · c4 bílý pěšec · h4 bílý věž · c3 černý kroužek · d3 černý král · f3 černý pěšec · h3 bílý pěšec · d2 černý kroužek · f2 bílý král | c5 černý pěšec · f5 černý věž · h5 černý pěšec · c4 bílý pěšec · h4 bílý věž · c3 černý kroužek · d3 černý král · f3 černý pěšec · h3 bílý pěšec · d2 černý kroužek · f2 bílý král | c5 černý pěšec · f5 černý věž · h5 černý pěšec · c4 bílý pěšec · h4 bílý věž · c3 černý kroužek · d3 černý král · f3 černý pěšec · h3 bílý pěšec · d2 černý kroužek · f2 bílý král | c5 černý pěšec · f5 černý věž · h5 černý pěšec · c4 bílý pěšec · h4 bílý věž · c3 černý kroužek · d3 černý král · f3 černý pěšec · h3 bílý pěšec · d2 černý kroužek · f2 bílý král | 1 |
|   | a | b | c | d | e | f | g | h |   |

Trojúhelníkový manévr lze užít i v jiných než čistě pěšcových koncovkách. Diagram znázorňuje partii z turnaje kandidátů z roku 1965, v němž Boris Spasskij porazil Michaila Tala, čímž získal právo vyzvat na zápas o titul mistra světa tehdejšího světového šampióna Tigrana Petrosjana. Pokud by byl na tahu bílý, vynuceně partii prohrává. Černý tedy pomocí trojúhelníkového manévru přenesl povinnost tahu na soupeře a zvítězil následujícím způsobem:
64… Kd2
65. Re4 Kc3!
66. Rh4 Kd3 0-1
Bílý na tahu nyní přichází o věž, anebo je donucen ustoupit králem, čímž umožní soupeři postupovat dopředu f-pěšcem.